# Remembrance Day (singolo)
Remembrance Day è un brano musicale di Mark Knopfler, pubblicato come singolo nel 2009.
Nel testo della canzone, l'autore omaggia la memoria dei giovani componenti della squadra di cricket di un villaggio inglese, scomparsi durante la prima guerra mondiale. Il titolo del pezzo è un riferimento alla giornata di commemorazione dei caduti che nei paesi del Commonwealth si tiene l'11 novembre di ogni anno.
Knopfler interpreta il brano utilizzando una Gibson Les Paul.